# Lovol
Lovol Heavy Industry Ltd è un gruppo industriale cinese produttore di macchine agricole, attrezzature per lavori edili, veicoli leggeri e motori.

## Storia
Fondata nel 1998, l'azienda è cresciuta in modo repentino, fino a diventare uno dei leader mondiali nei settori dei trattori agricoli con il proprio marchio Foton, dei macchinari per lavori edili e dei veicoli leggeri, acquisendo anche varie aziende del settore, tra cui le italiane Arbos, Bubba Trattori e Goldoni; nel 2015 ha creato la sua filiale europea, la Lovol Arbos Group che le comprende.
Con un fatturato stimato in 2,95 miliardi di € nel 2015, impiega circa 15.000 dipendenti diretti.